# Чуапа
Чуапа (фр. Tshuapa) — провинция Демократической Республики Конго, расположенная на северо-западе страны. Административный центр — город Боэнде.

## География
До конституционной реформы 2005 года Чуапа была частью бывшей Экваториальной провинции. По территории провинции протекает река Конго.
Население провинции — 1 316 855 человек (2005).

## Территории
- Бефале[англ.]
- Боэнде
- Бокунго[англ.]
- Джолу[англ.]
- Икела[англ.]
- Монкото[англ.]